# バレーボールチーム一覧
バレーボールチーム一覧
現在活動している（一部休止含む）各国のバレーボールチームの一覧。

## 日本
| 男子 - アイシンティルマーレ - ヴィアティン三重 - ヴォレアス北海道 - ウルフドッグス名古屋 - FC東京 - 大分三好ヴァイセアドラー - 近畿クラブスフィーダ - きんでんトリニティーブリッツ - 警視庁フォートファイターズ - クボタスピアーズ - 埼玉アザレア - 堺ブレイザーズ - サントリーサンバーズ - JTサンダーズ広島 - ジェイテクトSTINGS - 大同特殊鋼レッドスター - 千葉ZELVA - つくばユナイテッドSun GAIA - 東京ヴェルディ - 東レアローズ - トヨタ自動車サンホークス - トヨタモビリティ東京スパークル - 長野GaRons - 奈良ドリーマーズ - パナソニックパンサーズ - 兵庫デルフィーノ - VC長野トライデンツ - 富士通カワサキレッドスピリッツ - 北海道イエロースターズ | 女子 - ヴィクトリーナ姫路 - NECレッドロケッツ - 大野石油広島オイラーズ - 岡山シーガルズ - 千葉エンゼルクロス - KUROBEアクアフェアリーズ - 群馬銀行グリーンウイングス - 埼玉上尾メディックス - GSS東京サンビームズ - JAぎふリオレーナ - JTマーヴェラス - デンソーエアリービーズ - トヨタ車体クインシーズ - 東レアローズ - PFUブルーキャッツ - 久光製薬スプリングス - 日立リヴァーレ - フォレストリーヴズ熊本 - プレステージ・インターナショナルアランマーレ - ブレス浜松 - リガーレ仙台 - ルートインホテルズ Brilliant Aries |

## 韓国
| 男子 - 議政府KB損害保険スターズ - ソウル・ウリィカード・ウリィWON - 仁川大韓航空ジャンボス - 水原韓国電力ビクストーム - 大田三星火災ブルーファングス - 天安現代キャピタル・スカイウォーカーズ - 安山OK金融グループ・ウッメン - 尚武 | 女子 - GSカルテックス・ソウルKIXX - 仁川興国生命ピンクスパイダーズ - 水原現代建設ヒルステート - IBK企業銀行アルトス - 大田正官庄レッドスパークス - 韓国道路公社ハイパス - ペッパー貯蓄銀行AIペッパーズ |

## 中華人民共和国
男子
女子
- 渤海銀行女排
- 広東恒大女子排球
- 八一女子排球隊

## イタリア
| 男子 - ピエモンテ・バレー - バレー・フォルリ（it:Volley Forlì） - ASバレー・ルーベ - ターラント・バレー（it:Taranto Volley） - モデナ・バレー - ガベカ・パッラヴォーロ - ウンブリア・バレー - パッラヴォーロ・ピアチェンツァ - パッラヴォーロ・ピネート（it:Pallavolo Pineto） - トレンティーノ・バレー - シスレー・バレー - ブル・バレー・ヴェローナ（it:Blu Volley Verona） - カッリポ・スポルト（it:Callipo Sport） - パッラヴォーロ・パドヴァ - Mローマ・バレー | 女子 - バレー・ベルガモ - FVブスト・アルシーツィオ（it:Futura Volley Busto Arsizio） - FVカステッラーナ・グロッテ（it:Florens Volley Castellana Grotte） - パッラヴォーロ・チェゼーナ（it:Pallavolo Cesena） - キエーリ・バレー（it:Chieri Volley） - スペス・バレー・コネリアーノ（it:Spes Volley Conegliano） - ジャンニーノ・ピエラリージ・バレー（it:Giannino Pieralisi Volley） - アシステル・ノヴァーラ - ミネルヴァ・バレー・パヴィーア（it:Minerva Volley Pavia） - パッラヴォーロ・シリオ・ペルージャ - スカボリーニ・ペーザロ - サンテーラモ・スポルト（it:Santeramo Sport） - サッスオーロ・バレー（it:Sassuolo Volley） - ヴィチェンツァ・バレー |

## フランス
| 男子 - トゥールVB - パリ・バレー - ASカンヌVB - スタッド・ポワトヴァンVB - アニエール・バレー92 - モンペリエ・バレーUC - グルノーブル・バレーUC - アヴィニョンVB - トゥールコワンLM - ニースVB - クラマールVB - アラゴ・ド・セット | 女子 - RCカンヌ - USSP Albi - Gazélec Béziers - Entente Sportive Le Cannet-Rocheville - Hainaut Volley - Istres - Melun Val de Seine La Rochette - ASPTT Mulhouse - Volley Ball Club Riom Auvergne（VBCリオン） - Association Sportive Saint-Raphaël Volley-Ball - Union Stade Français-Saint-Cloud Paris |

## ロシア
| 男子 - CSKAモスクワ (男子バレーボール) - イスクラ・オジンツォボ - ウラル・ウファ - ガスプロム・ユグラ・スグルト - ゼニト・カザン - VCディナモ・モスクワ - ディナモ・ヤンタリ・カリーニングラード - ファケル・ノヴィ・ウレンゴイ - ヤロスラヴィチ・ヤロスラヴリ - ユグラ・サモトロル・ニジネヴァルトフスク - ロコモティフ・ノヴォシビルスク - ベロゴリエ・ベルゴロド | 女子 - ディナモ・モスクワ - ウラロチカ・エカテリンブルク - CSKAモスクワ - ザレチエ・オジンツォボ - ディナモ・カザン |

## ギリシャ
男子
- オリンピアコスCFP
- パナシナイコス
- PAOKテッサロニキ
- アリス・テッサロニキ
- イラクリス・テッサロニキVC
- EAパトラ

## スペイン
男子
- CVアルメリア

女子
- CVテネリフェ
- CAVムルシア2005

## セルビア
男子
- OKヴォイヴォディナ・ノヴィサド
- OKレッドスター・ベオグラード
- OKパルチザン・ベオグラード
- OKリブニツァ・クラリェヴォ
- OKラドニチュキ・クラグイェヴァツ
- OKブドゥチノスト・ポドゴリツァ（モンテネグロ）
- OKブドヴァンスカ・リヴィエラ・ブドヴァ（モンテネグロ）
- HAOKムラドスト・ザグレブ（クロアチア）

## ドイツ
男子
- VfBフリードリヒスハーフェン

## トルコ
女子
- エジザージュバシュ・イスタンブール
- フェネルバフチェ
- テュルクテレコム・アンカラ
- ワクフバンクSK
- ガラタサライ
- ベシクタシュ

## ブラジル
男子
- ミナス・ベロオリゾンテ

女子
- レクソーナ・アデス
- FINASA/OSASCO　（フィナザ/オザスコ）
- Fiat/Minas
- São Caetano/Mon Bijou
- Cimed/Macaé
- Pinheiros/Blue Life/Ferraz
- Brasil Telecom
- Vôlei Futuro

## ブルガリア
- VC CSKAソフィア
- VCスラヴィア・ソフィア
- VCレフスキ・ソフィア

## ポーランド
男子
- スクラ・ベウハトゥフ

女子
- KPSKスタル・ミエレツ
- PTPSピワ
- パレス・ブィドゴシュチュ
- ムシニアンカ・ムシナ
- グルパ・アゾティ・チェミック・ポリツェ

## スイス
女子
- ヴォレロ・チューリッヒ

## ルーマニア
女子
- 2004 トミス・コンスタンツァ